# Anomala funebris
Anomala funebris är en skalbaggsart som beskrevs av Gilbert John Arrow 1906. Anomala funebris ingår i släktet Anomala och familjen Rutelidae. Inga underarter finns listade i Catalogue of Life.